# Корнилович, Ольга Ефимовна
Ольга Ефимовна Корнилович (1886—1942 год) — советский специалист по русской истории, автор научных трудов, преподаватель.

## Биография
Родилась в 1886 году в Санкт-Петербурге (по другим данным в Томске) в семье русского химика-технолога, общественного и государственного деятеля Зубашева Е. Л. Окончила Академию художеств СССР, до революции преподавала на Высших женских историко-литературных курсах Н. П. Раева. Состояла в Историческом обществе при Императорском Санкт-Петербургском университете. В 1920-е годы заведовала Главархивом. Также работала заведующей сектором самодеятельности Мурманского дворца культуры им. С. М. Кирова. Была осуждена по делу Платонова С. Ф. на 5 лет, которые она отбывала на строительстве Беломорско-Балтийского канала. Повторно осуждена в 1941 году совещанием при НКВД СССР на 10 лет исправительно-трудовых лагерей. Скончалась в Челябинской тюрьме в 1942 году. Реабилитирована в 1989 году прокуратурой Мурманской области.

## Семья
Отец — Зубашев Ефим Лукьянович, химик-технолог, общественный и государственный деятель, первый директор Томского технологического института, гласный Томской городской думы, член Государственного Совета, комиссар Томской губернии в 1917 году.
Муж — Корнилович Виктор Николаевич (1884—1953), директор судостроительного завода.
Дети:
- Корнилович Игорь Викторович
- Корнилович Кира Викторовна

## Область научных интересов
Корнилович Ольга Ефимовна специалист по истории России и в источниковедении.

## Изданные работы
- Записки императрицы Екатерины II: Внешний анализ текста. Томск, 1912 год.
- Сношения Руси с Персией: Исторический очерк. Томск, 1912 год.